# إحسان شيرزاد
إحسان محمد حمادي لطف الله افندي (1920-2015) من مواليد قلعة اربيل. كان أباه مختارا لمحلة السراي في القلعة، وبعد إكماله الدراسة الثانوية بأربيل عام 1942 انتقل إلى بغداد ليدرس الهندسة في كلية الهندسة ببغداد متخرجا منها بدرجة امتياز عام 1946. توفي في إسطنبول عن عمر ناهزالتسعين عاماً،

## دراسته
أكمل دراسته الابتدائية في مدرسة أربيل الأولى، كما أكمل دراسته المتوسطة والثانوية في أربيل أيضا.
ولأنه حصل على المرتبة الأولى في الدراسة المتوسطة، رشح للدراسة في كلية الملك فيصل في بغداد.ولكن بسبب تعلقه الشديد بأهله ترك الكلية من أول يوم ورجع إلى اربيل ليكمل دراسته الثانوية هناك.
حصل إحسان شيرزاد على شهادة البكالوريوس، بامتياز سنة 1946 من كلية الهندسة العراقية، في أول دفعة من الخريجين. ونال شهادة الماجستير في الهندسة المدنية/ إنشاءات من جامعة ميشغان بامريكا عام 1950. كما حصل على شهادة بكالوريوس قانون من كلية الحقوق بجامعة بغداد عام 1962، وبامتياز أيضاً. وحصل على شهادة الدكتوراه في الإدارة، من جامعة كاليفورنيا للدراسات العليا (دراسة خارجية دون إقامة) سنة 1987. عين في كلية الهندسة محاضرا عام 1950، وتدرج في السلم الأكاديمي فيها، وصولاً لاعلى مرتبة علمية، حين منح لقب «أستاذ» عام 1965، بعدها نال لقب «أستاذ متمرس» عام 1988. وإضافة إلى عمله الاكاديمي والبحثي (إذ انه نشر عدة بحوث في حقل الاختصاص في مجلات علمية)

## أعماله المهنية
انخرط إحسان شيرزاد في العمل المهني والنقابي، طيلة عقود عديدة لحين تقاعده الطوعي مؤخراً.

## مناصب شغلها
تسلم إحسان شيرزاد خمس مرات وزارات الأشغال والإسكان والبلديات خلال فترتي رئاستي عبد الرحمن عارف وأحمد حسن البكر، شارك في المفاوضات التي جرت بين القيادة الكردية والحكومات المركزية، والتي تكللت بالنجاح حين تأسس الحكم الذاتي لكردستان العراق في 11 اذار 1970 وبأستحداث محافظة دهوك الجديدة.

## وصلات خارجية
- [مقالة تتحدث عن يوميات إحسان شيرزاد http://www.iraqiwriters.com/inp/view.asp?ID=3141]